# 帕纳约蒂斯·图尼基沃蒂斯
帕纳约蒂斯·图尼基沃蒂斯（Panayotis Tournikiotis，1955 - 至今）是一位希腊建筑师、历史学家和评论家。
他是雅典国立理工大学大学建筑学院的教授。
他的著作包括《现代建筑的历史编纂》，其中论述了尼古拉斯·佩夫斯纳（Nikolaus Pevsner）、埃米尔·考夫曼（Emil Kaufmann）、希格弗莱德·吉迪恩（Sigfried Giedion）、布鲁诺·赛维（Bruno Zevi）、莱昂纳多·本奈沃洛（Leonardo Benevolo）、亨利·拉塞尔·希区柯克（Henry Russell Hitchcock）、曼弗雷多·塔夫里（Manfredo Tafuri）、雷纳·班纳姆（Reyner Banham）、彼得·柯林斯（Peter Collins）等9位建筑史家的作品。其以现代建筑的历史文本（有关建筑的图书）为研究对象，寻找历史、社会和建筑三者之间的关系，并试图重构历史文本之间的无形文本，还原这些文本的历史语境。
此书为建筑理论教授们所推崇，被认为“捕捉了最伟大的历史学家们在图尼基沃蒂斯视野下的建筑现代性”。

## 著作
- 2001. The Historiography of Modern Architecture. Ed. MIT Press. 358 pp. ISBN 0262700859
- 1996. The Parthenon and its impact in modern times. Ed. Melissa. 365 pp. ISBN 0810963140

## 引用
1. ↑   （中文）. 《现代建筑的历史编纂》内容简介：历史的编纂对于建筑影响深远。《现代建筑的历史编纂》以现代建筑的历史文本（有关建筑的图书）为研究对象，寻找历史、社会和建筑三者之间的关系，并试图重构历史文本之间的无形文本，还原这些文本的历史语境。
2. ↑  . Wikipedia. （原始内容存档于2022-05-07） （西班牙语）. libro muy demandado por los profesores de Teoría de la Arquitectura, por ser un manifiesto único en el que se recogen las visiones de la modernidad arquitectónica de los más grandes críticos e historiadores de la arquitectura bajo la visión del ilustre Panayotis.